# Gustaf von Segebaden
Ernst Gustaf Herman von Segebaden, född 11 juli 1852 i Öxnevalla socken, Älvsborgs län, död 9 juli 1934, var en svensk ingenjör. 

## Biografi
Efter studier vid Teknologiska institutet 1870–1874 var von Segebaden ritare vid Statens Järnvägars maskinavdelning 1874–1876 och hos ingenjör Ernst August Wiman 1877, posthavande ingenjör vid arbeten för Lotsverkets räkning 1878–1879, utförde geologiska undersökningar åt Södermanlands läns hushållningssällskap 1880, blev extra ingenjör vid Stockholms stadsingenjörskontor 1881, tillförordnad andra ingenjör där 1885 och var stadsplaneingenjör i Stockholm stad från 1899. von Segebaden är begravd på Djursholms begravningsplats.

## Stadsplaner upprättade av von Segebaden

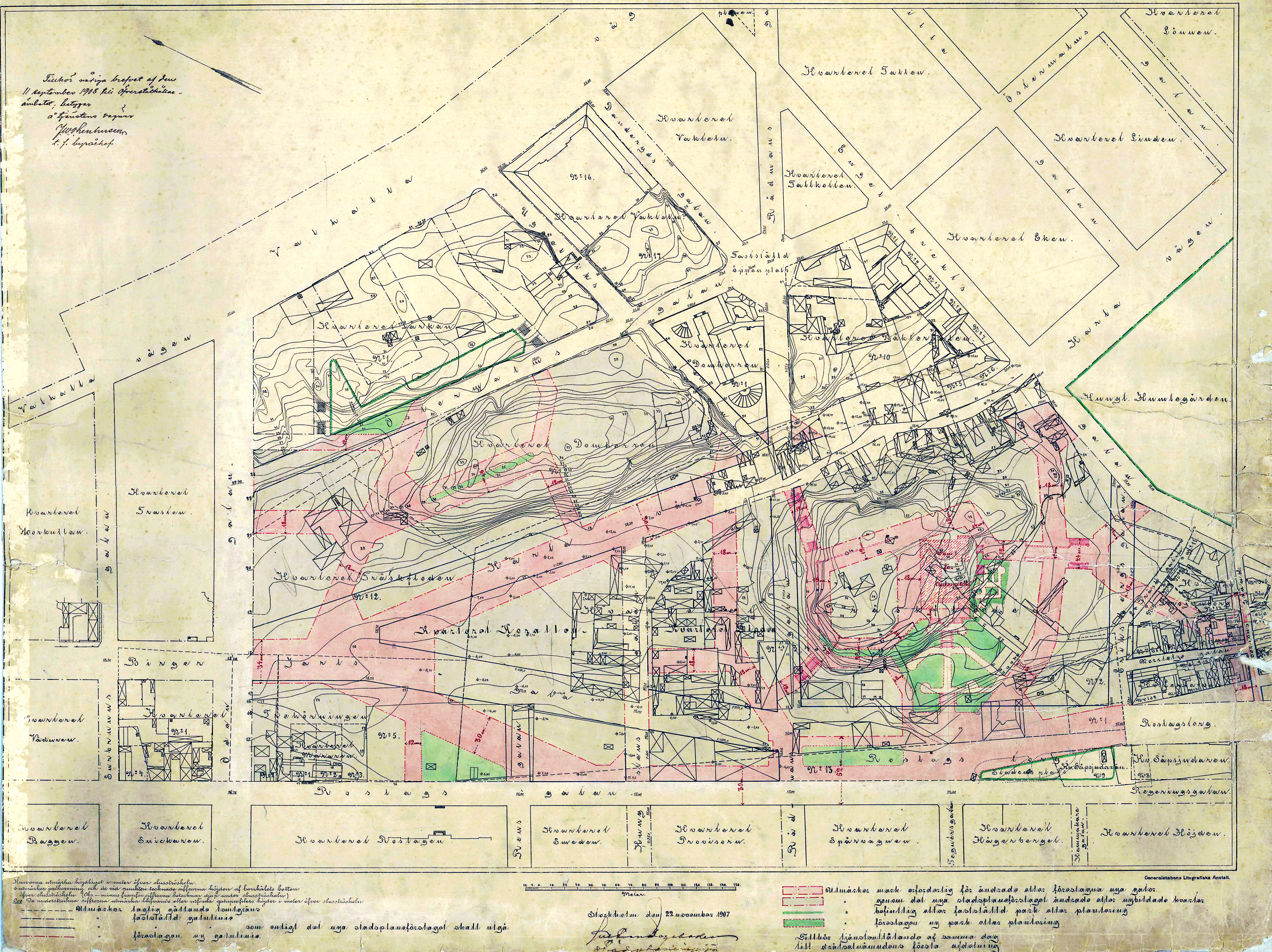
Stadsplan för Lärkstadens södra del, Domherren, Eriksberg och omgivning 1907.
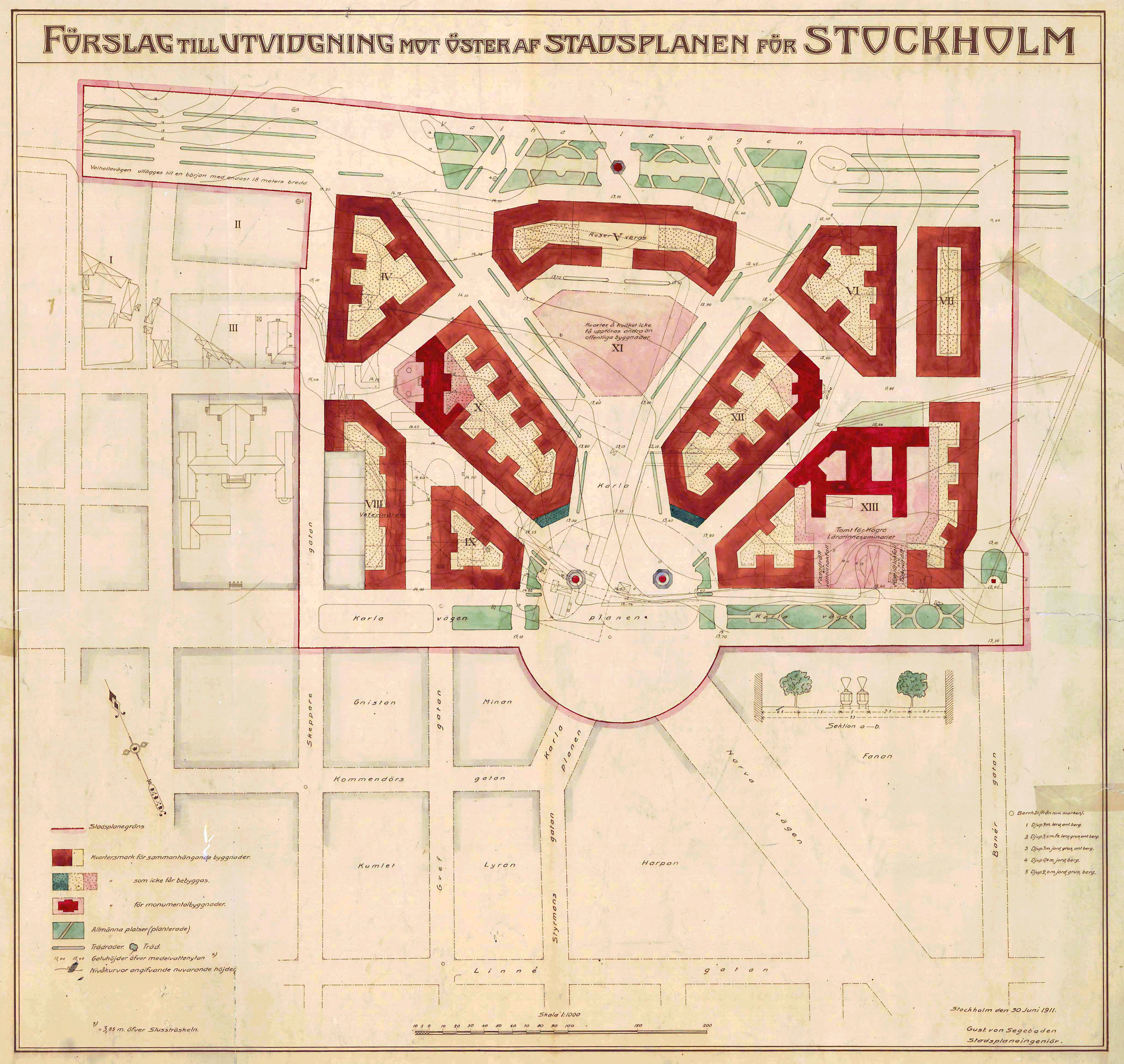
Förslag till utvidgning mot öster af stadsplanen för Stockholm, 1911.